# Acuario marino de Cabrillo
El Acuario marino de Cabrillo (en inglés: Cabrillo Marine Aquarium) es un acuario en San Pedro (Los Ángeles), California, al oeste de los Estados Unidos, en una comunidad dentro de Los Ángeles. Se centra en la vida marina del sur de California. Además de las exhibición, también ofrece programas escolares y de grupo.
El acuario es gestionado por la ciudad de Los Ángeles a través del Departamento de Recreación y Parques. El edificio fue diseñado por Frank Gehry y se terminó en el año 1981.